# Experimento Wayapolis
Experimento Wayapolis es una serie infantil de TVN, la productora audiovisual Solo Por las Niñas y los fondos concursables del CNTV entregados el 2005, dieron por prole a un compuesto de microseries, incorporados en la serie principal (las grabaciones comenzaron el 2007). La serie principal consiste en un Experimento iniciado por la Corporación Waipex, la cual intenta culturizar a los animales de la Isla virgen Wayapolis, con la ayuda de un Televisor, para transmitir contenido cultural y educativo de dudosa reputación.
Esta serie contó con las actuaciones especiales de los actores Fernando Kliche y Javiera Contador. 

## Argumento
Experimento Wayapolis cuenta la historia de una corporación muy antigua y secreta llamada Waipex, quien envía en avión a una isla, que no há sido intervenida por seres humanos, un televisor, para influir directamente en el desarrollo de las 5 criaturas que habitan el entorno selvático. Este televisor cuenta con una cámara, un micrófono y un emisor de señales con el cual un grupo de expertos de la corporación Waipex controla la evolución del experimento. O al menos eso esperaban, ya que el experimento se vio súbitamente desviado debido a que por motivos desconocidos se les envió el control remoto del televisor, con lo cual lograron tener control los animales de la programación gracias a los diferentes canales (Señales) que recibían. 
Debido a esto, la misión principal del grupo de expertos se convierte en eliminar el "control remoto" que manejan los animales de la isla, para controlar lo emitido. Cada vez los intentos de destruir el control remoto fallan, y poco a poco se va desarrollando que miembros del equipo van adquiriendo características que dan a entender que están influyendo entes externos en la corporación.
En la isla, se desarrolla día a día la trama, donde debido al control remoto, los animales controlan cada capítulo asignando ellos lo que muestra el programa. 

## Personajes

### Isla
Los nombres son asignados por el grupo de expertos del Experimento Wayapolis.
- Guido: Un roedor Fanático de la televisión, cuando se enfada se desforma y se vuelve tan agresivo que puede matar a un Tiranosaurio Rex.
- Gutierrez: Un conejo malhumorado, bruto y violento. Es amante del contenido más "inteligente".
- Gomero y Garrotera: Dos primates muy inquietos. Se golpean mucho entre ellos y son bastante agresivos, pero al mismo tiempo han demostrado cuidarse entre sí.
- Gunter: Un elefante bastante corpulento, que la mayor parte del tiempo está tranquilo, pero no le gusta que lo hagan enojar. Combate la violencia con violencia.

### Grupo Interdiciplinado Waipex
Los encargados del Experimento Wayapolis.
- El Profesor (Claudio Guayi Mas): Es el genio del equipo y en él descansa el funcionamiento de la tecnología empleada.
- Melvin el Mapache (Rodrigo Salinas): Experto en televisión, aunque claramente es un aniñado que no aporta grandes ideas al equipo (por lo tanto es experto en televisión).
- El General (Hernán Vallejo): Es un militar bastante bélico, se considera el más rudo del equipo.
- Jadue (Alfonso Pacheco): Delegado internacional, aparentemente de medio oriente y musulmán, no sabe hablar español.
- Jiménez (Vitorio Meschi): Probablemente el único que aporta realmente, es el ayudante del profesor y su misión es darle la nota de razón al grupo.
- El Misterioso Señor Waipex (Fernando Kliche): Es el líder de la operación, es el que da las órdenes y bajo él recae que la misión sea exitosa.

## Waipex
La corporación Waipex es un Holding de varias empresas, dedicadas principalmente a la Biotecnología, farmacología y el telemercadeo (popularmente conocido como el "llame ya!!). En sus la boratorios científicos de todo el mundo investigan nuevas fórmulas para hacer la vida más fácil, siguiendo la filosofía de su creador y principal, el visionario Walter Waipex. Un contador que en el año 1920 inventó el sistema de suspensión gravitacional del tejido húmedo bautizado informalmente como Perro para la Ropa (pinzas para la ropa).
De esta gran corporación han salido una infinidad de productos: el velcroc, los Biosolventes, etc. Pero sin lugar su mayor éxito fue el Proyecto Cindirella, donde se desarrolló el primer "CCO22F" actualmente conocido como "control a distancia/remoto".

## Micro Series
- Tia Popi: Parodia de Bloque Infantiles de El Club de los Tigritos, Fan Club, Zoolo TV, Cubox y Caricatour. Cada capítulo no depende del anterior.
- Las Nuevas Aventuras de Urban Bicho: Parodia de la serie Mighty B!, la súper abeja y Las Chicas Superpoderosas. Esta se desarrolla capítulo a capítulo. (Creada usando la técnica de la fotoanimación digital)
- Jun Hi: Parodia de la serie anime de Magical Doremi, Las Chicas Superpoderosas Z y Slayers. Esta se desarrolla capítulo a capítulo.(Animada con la técnica tradicional del cuadro a cuadro y emulando la estética del anime)
- Los Plumabits: Parodia de banda musical The Banana Splits. Cada capítulo una canción nueva, que fue anunciada por un trozo en el capítulo anterior.
- Manito de Hacha: Serie preescolar. Cada capítulo no depende del anterior.
- Larny: Parodia de Barney, El Dinosaurio. Cada capítulo no depende del anterior.
- El Huaso del Tiempo: Parodia de TV Tiempo. Cada capítulo no depende del anterior.
- Buscando al Yeti: Parodia de la teleserie nocturna de ¿Dónde está Elisa?. Cada capítulo no depende del anterior.
- El Mundo es un Lugar Peligroso: Parodia de documentales de Mi Mundo Privado. Cada capítulo no depende del anterior.
- Ralph y Greg: Parodia de Pinky y Cerebro. Cada capítulo no depende del anterior.
- Potti, il astronauta inamoratto: Parodia de la serie italiana, es parecido de Pocoyó y Teletubbies. Cada capítulo no depende del anterior. (Creada con la técnica del stop motion)
- El Poliglota: Humor de Waipex Televisión. Cada capítulo no depende del anterior.
- Dinosaurio Zombies del Paleotico: Serie de Waiplex Televisión.
- La Historia de Break Dance: Programa de Waiplex Televisión.
- Cascadas Maravillosas: Documental de Waiplex Televisión.

## Curiosidades
- El nombre de la serie proviene de Guayapolis, un balneario que está ubicado en la comuna de El Tabo y perteneciente a la YMCA.[1]
- El conejo Gutiérrez, tiene el mal humor del conejo de Winnie the Pooh.
- En la micro serie Jun Hi, muchos personajes comparten nombres con siglas de Organizaciones gubernamentales chilenas, Un maestro llamado Sim-C (SIMCE), un ladrón como Di-G-Der (DIGEDER), un anciano que les da acogida en su casa Sr Viu (SERVIU) y el enemigo principal "El gran Junaeb" (JUNAEB).
- Existió un proyecto anterior pero con una Radio (Experimento Isla de Maipo 1988).
- En los capítulos se va entregando información adicional al final del programa, como la caja del control remoto (el que se envió accidentalmente) en el basurero junto a Jadue. Como las uñas de las manos pintadas de El Profesor, como las de la mujer enviada a conseguir el control remoto que aparentemente fue eliminada en la isla. Una suerte de chip electrónico que electrocuta al conejo Gutierrez (quien es el que responde mejor a los estímulos). La cola de mono en Jiménez después de volver de la isla.
- Se muestran escenas de otros programas con los audios intervenidos.